# Sara Ketiš
Sara Ketiš (* 16. September 1996 in Ruše) ist eine slowenische Fußballspielerin und Karateka.

## Karriere

### Verein
Ketiš startete ihre Karriere beim ŽNK Pohorje Ruše und wechselte im Sommer 2010 zum ŽNK Maribor. In Maribor steht sie seit dem Sommer 2011 in der Seniorenmannschaft und spielte ihr Seniorendebüt am 9. Oktober 2011 in der SŽNL gegen ŽNK Velesovo Kamen Jerič. Im August 2013 gab sie ihr Debüt in der UEFA Women’s Champions League gegen RTP Unia Racibórz.

### Nationalmannschaft
Ketiš ist A-Nationalspielerin von Slowenien und wurde am 18. August 2014 erstmals von Damir Rob berufen. Zuvor spielte sie sechs UEFA Länderspiele für die slowenische U-17 und drei für die slowenische U-19-Nationalmannschaft.

## Persönliches
Ketiš war von 2008 bis zum Sommer 2012 erfolgreich Karateka beim Karate klub Selnica ob Dravi. So nahm sie an der Junioren-Europameisterschaft im Team-Wettbewerb für Slowenien, an der Jugend-Europameisterschaft in Ankara, Türkei teil. Dort erwarb sie den schwarzen Gürtel und wurde insgesamt Siebte. Ihre Fußball-Nationalmannschaftskollegin Vanja Šiljak war bei der Junioren-Weltmeisterschaft 2008 in Kobe und Osaka, eine ihrer Gegnerinnen. Ketiš entstammt einer Fußballerfamilie, ihr Vater Andrej war Profi-Fußballer, ihr Bruder Matic Ketiš war zuletzt Trainer beim NK Pohorje.